# Silent Prayer
"Silent Prayer" é uma canção/single da cantora R&B Shanice com participação de Johnny Gill. Foi o terceiro single lançado de Inner Child. Foi produzida por Narada Michael Walden, foi também composta por ele mais Jeffrey Cohen. Tornou-se outro top 10 R&B hit.

## Lista de faixas
7" single
A1."Silent Prayer"
B1."Loving You"
12" single
A1.Radio Edit
A2.Full Version
B1.Instrumental

## Posições nos gráficos musicais
| Gráfico (1992)                  | Posições |
| ------------------------------- | -------- |
| Billboard Hot 100               | 31       |
| Billboard Hot R&B/Hip-Hop Songs | 4        |